# Mistrzostwa Europy w Szermierce 2017
Mistrzostwa Europy w Szermierce 2017 – 30. edycja zawodów tego cyklu, która odbyła się w dniach 20-25 czerwca 2017 roku w stolicy Gruzji - Tbilisi.

## Klasyfikacja medalowa
| Lp. | Państwo | złoto | srebro | brąz | Razem |
| --- | ------- | ----- | ------ | ---- | ----- |
| 1   | Włochy  | 4     | 3      | 4    | 11    |
| 2   | Rosja   | 3     | 6      | 1    | 10    |
| 3   | Francja | 3     | 0      | 3    | 6     |
| 4   | Niemcy  | 1     | 1      | 1    | 3     |
| 5   | Gruzja  | 1     | 0      | 1    | 2     |
| 6   | Węgry   | 0     | 1      | 3    | 4     |
| 7   | Ukraina | 0     | 1      | 0    | 1     |
| 8   | Estonia | 0     | 0      | 2    | 2     |
| 8   | Rumunia | 0     | 0      | 2    | 2     |
| 10  | Czechy  | 0     | 0      | 1    | 1     |

## Medaliści

### Mężczyźni
| Złoto                                                                                    | Srebro                                                                               | Brąz                                                                      | Źródło |
| Floret                                                                                   |                                                                                      |                                                                           |        |
| Daniele Garozzo                                                                          | Timur Safin                                                                          | Giorgio Avola Jérémy Cadot                                                | [ 1 ]  |
| Francja · Erwann Le Péchoux · Jérémy Cadot · Julien Mertine · Enzo Lefort                | Rosja · Aleksiej Czeriemisinow · Timur Arsłanow · Timur Safin · Dmitrij Żeriebczenko | Włochy · Daniele Garozzo · Giorgio Avola · Lorenzo Nista · Alessio Foconi | [ 2 ]  |
| Szpada                                                                                   |                                                                                      |                                                                           |        |
| Yannick Borel                                                                            | Paolo Pizzo                                                                          | Siergiej Chodos Nikolai Novosjolov                                        | [ 3 ]  |
| Rosja · Siergiej Bida · Siergiej Chodos · Pawieł Suchow · Nikita Głazkow                 | Ukraina · Anatolij Herej · Maksym Chworost · Bohdan Nikiszyn · Wołodymyr Stankewycz  | Czechy · Jiří Beran · Pavel Pitra · Richard Pokorny · Martin Rubeš        | [ 4 ]  |
| Szabla                                                                                   |                                                                                      |                                                                           |        |
| Max Hartung                                                                              | Áron Szilágyi                                                                        | Luca Curatoli Sandro Bazadze                                              | [ 5 ]  |
| Rosja · Kamil Ibragimow · Aleksiej Jakimienko · Władisław Pozdniakow · Dmitrij Danilenko | Włochy · Luigi Samele · Aldo Montano · Luca Curatoli · Enrico Berrè                  | Węgry · Áron Szilágyi · András Szatmári · Csanád Gémesi · Tamás Decsi     | [ 6 ]  |

### Kobiety
| Złoto                                                                        | Srebro                                                                                   | Brąz                                                                      | Źródło |
| Floret                                                                       |                                                                                          |                                                                           |        |
| Arianna Errigo                                                               | Inna Dierigłazowa                                                                        | Alice Volpi Ysaora Thibus                                                 | [ 7 ]  |
| Włochy · Martina Batini · Arianna Errigo · Alice Volpi · Camilla Mancini     | Rosja · Adelina Zagidullina · Inna Dierigłazowa · Swietłana Tripapina · Marta Martjanowa | Niemcy · Carolin Golubytskyi · Anne Sauer · Eva Hampel · Leonie Ebert     | [ 8 ]  |
| Szpada                                                                       |                                                                                          |                                                                           |        |
| Wioletta Kołobowa                                                            | Alexandra Ndolo                                                                          | Julia Beljajeva Emese Szász                                               | [ 9 ]  |
| Francja · Auriane Mallo · Lauren Rembi · Melissa Goram · Coraline Vitalis    | Rosja · Jana Zwieriewa · Tatjana Gudkowa · Wioletta Kołobowa · Darja Martyniuk           | Rumunia · Amalia Tătăran · Adela Danciu · Raluca Sbîrcia · Greta Vereș    | [ 10 ] |
| Szabla                                                                       |                                                                                          |                                                                           |        |
| Teodora Kachiani                                                             | Rossella Gregorio                                                                        | Liza Pusztai Bianca Pascu                                                 | [ 11 ] |
| Włochy · Rossella Gregorio · Loreta Gulotta · Irene Vecchi · Martina Criscio | Rosja · Jana Jegorian · Anna Baszta · Anastasija Bażenowa · Sofija Pozdniakowa           | Francja · Cécilia Berder · Manon Brunet · Charlotte Lembach · Sara Balzer | [ 12 ] |